# Мучные клёцки по-франконски

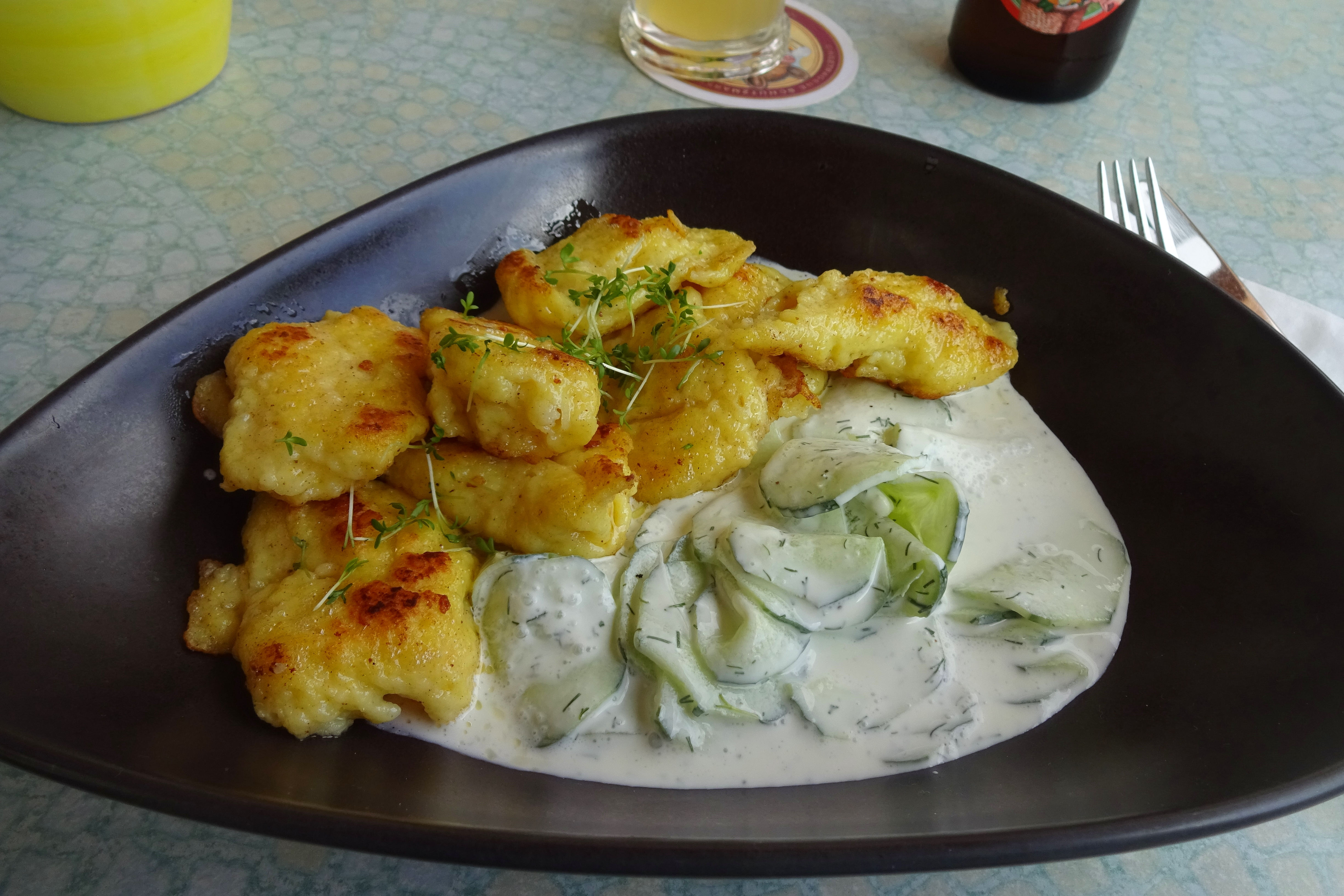
Мучные клёцки по-франконски, сервированные с огуречным салатом

Мучные клёцки по-франконски (нем. Fränkische Mehlklöße) — популярный во франконской кухне вид мучных клёцек. Мучные клёцки во Франконии сервируют гарниром к мясным блюдам, в частности, к свиному жаркому, самостоятельным блюдом — в сопровождении соуса или в комбинации с жареным шпигом и репчатым луком. В качестве десерта мучные клёцки по-франконски подают с консервированными фруктами, например, грушей.
Тесто для франконских клёцек похоже на тесто для шпецле и состоит из муки, яиц, иногда молока и приправляется солью и пищевой содой. Мучные клёцки отваривают в кипящей воде или супе. Существуют варианты рецептов клёцек по-франконски с добавлением картофеля, белого хлеба и манной крупы.